# Vol China Southwest Airlines 4146
Le vol China Southwest Airlines 4146 était un vol intérieur régulier entre l'aéroport international de Pékin-Capitale et l'aéroport international de Chongqing-Jiangbei, assurait par un Iliouchine Il-18 de China Southwest Airlines, qui s'est écrasé près de Chongqing, en Chine, le 18 janvier 1988, entraînant la mort des 98 passagers et 10 membres d'équipage à bord.

## Accident
Le vol 4146 a décollé de Pékin, en Chine, à 19h05 pour un vol intérieur vers l'aéroport international de Chongqing-Jiangbei. Le vol s'est déroulé sans incident jusqu'à 21h50, lorsque l'avion s'est approché de Chongqing, le moteur n°4 de l'avion (le moteur extérieur sur l'aile droite) a pris feu. L'incendie a brûlé le support moteur et le moteur s'est détaché de l'aile de l'avion. L'avion est devenu difficile à contrôler jusqu'à un moment où l'équipage n'a plus été en mesure de maintenir l'altitude. L'avion a percuté un terrain en pente, heurtant une ligne électrique et deux fermes avant de se disloqué et de prendre feu. Les 108 personnes à bord ont toute péri dans l'accident.

## Cause
L'incendie du moteur a été causé par une fuite d'huile. Le moteur a été arrêté et son hélice mise en drapeau en raison des fortes vibrations induites. Cependant, le générateur servant au démarrage du moteur 4 a surchauffé à tel point que le tube d'huile servant pour la mise en drapeau a été endommagé. Le tube d'huile a éclaté lors de la mise en drapeau de l'hélice et le moteur a pris feu. L'enquête a conclu que cette défaillance était due a un mauvais entretien des moteurs.
Peu de temps après le crash du vol 4146, l'Administration de l'aviation civile de Chine a ordonné des contrôles de sécurité qui ont révélé des problèmes mécaniques similaire sur 17 autres appareil.